# Will Hunt
Will Hunt (5 septembre 1971) est le batteur temporaire du groupe Static-X. Hunt était batteur sur la tournée de Tommy Lee Never a Dull Moment Tour, il faisait alors partie du groupe Skrape qu'il quitta en 2004 pour rejoindre Dark New Day.
En mai 2007, Hunt fut choisi pour remplacer Rocky Gray au sein du groupe Evanescence. Il a participé à la tourné de The Open Door et est depuis retourné dans Dark New Day.
Il remplace Nick Oshiro au poste de batteur du groupe Static-X pour une durée indéterminée. Le 20 mai 2011, il est annoncé comme remplaçant de Jon Wysocki pour la tournée du groupe Staind dont le nouvel album est prévu pour la fin de l'été 2011.
Il remplace Shannon Larkin au sein du groupe Godsmack lors de la tournée européenne de 2025.

## Discographie

### Dark New Day
- Twelve Year Silence (2005)
- Inconnus (2008)

### Black Label Society
- Order of the Black (2010)